# Trou Grauval River
Der Trou Grauval River ist ein Fluss im Quarter Gros Islet auf der Karibikinsel St. Lucia.

## Geographie
Der Fluss entsteht in den Dauphin Woods und schlängelt sich nach Osten in kaum besiedeltem Gebiet. In der tief eingeschnittenen Trou Grauval mündet er in den Atlantik.
Im Westen stößt das Einzugsgebiet fast an das Einzugsgebiet eines kleinen Zuflusses des Esperance River.